# Monts de Pangala
Die Monts de Pangala sind ein Berg der Republik Kongo. Sie erreichen eine Höhe von 765 m.

## Geographie
Der Höhenzug liegt zusammen mit den Monts Kanga im Süden des kongolesischen Departement Bouenza, bei Nkengé-Mandou mit dem Tal des Flusses Nkenke. Nordwestlich des Massivs schließen sich die Monts Kinoumbou und die Monts Mboma an.